# Brazilobothriurus pantanalensis
Brazilobothriurus pantanalensis – gatunek skorpiona z rodziny Bothriuridae. Jedyny z monotypowego rodzaju Brazilobothriurus.
Gatunek i rodzaj opisane zostały w 2000 roku przez W.R. Lourenço i L. Monoda.
Skorpion ten osiąga między 3 a 4 mm długości ciała. Samiec jest głównie żółtawobrązowy, samica zaś jaśniejsza i większa. Karapaks jest gładki lub punktowany, między oczami słabo granulowany; przednią krawędź ma szeroko zaokrągloną. Występują 3 pary oczu bocznych, z których tylna jest silnie zredukowana. Sternum ma szczelinowaty kształt. Nogogłaszczki są prawie gładkie, z 5 żeberkami i 3 trichobotriami na udach, 19 trichobotriami na goleniach i 30 na szczypcach, w tym 8 na stronie brzusznej. Wewnętrzne krawędzie palców szczypiec mają po jednym rządku granulek. U samców nw wewnętrznej powierzchni nieruchomego palca występuje apofiza. Trzecia i czwarta para odnóży krocznych ma bardzo małe ostrogi na stopach. Oba grzebienie mają po 17 ząbków u samców i po 14 u samic. Kolec jadowy jest mały i słabo zakrzywiony.
Skorpion neotropikalny, znany tylko z brazylijskiego stanu Mato Grosso do Sul.